# 亞歷克斯·雷米羅
亞歷杭德羅·雷米羅·加加略（西班牙語：Alejandro Remiro Gargallo；1995年3月24日—）是一位西班牙足球運動員。在場上司職守門員。現在效力於西班牙足球甲級聯賽球隊皇家蘇斯達。西班牙国家足球队成員。他曾代表西班牙青年國家足球隊參賽。

## 國家隊生涯
2024年6月，雷米羅入选西班牙队参加2024年德国舉行的欧洲國家盃。

## 榮譽

### 俱樂部
萊萬特
- 西班牙足球乙级联赛冠軍：2016–17賽季

 皇家社會
- 西班牙國王盃冠軍：2019–20賽季[2]

### 國家隊
西班牙國家隊
- 歐洲國家盃：2024

## 外部連結
- 亞歷克斯·雷米羅在BDFutbol中的档案
- Soccerway資料庫：亞歷克斯·雷米羅